# Catgut

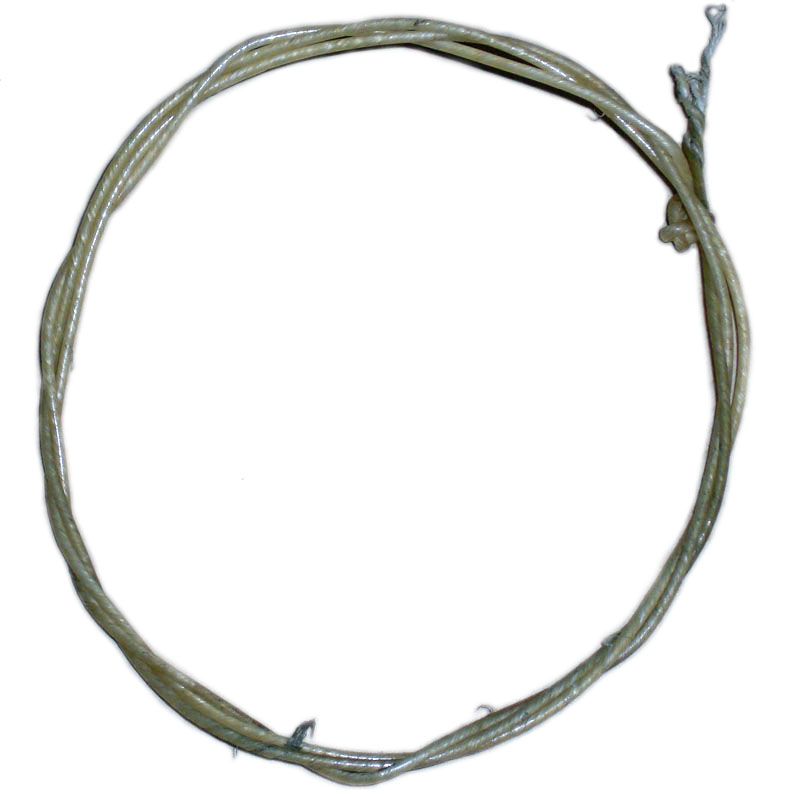
Corda catgut per violoncello

Il catgut è un tipo di filo chirurgico che viene assorbito dai tessuti.
Attualmente si ricava dal tessuto connettivo dell'intestino tenue di ovini, bovini, equini o maiali. Nonostante il nome, l'intestino di gatto non è mai stato utilizzato per produrlo, ed il suo nome deriva probabilmente dall'arabo kitgut, "corda di violino".
Resiste inalterato nei tessuti per circa 8 giorni, dopodiché viene lentamente riassorbito nell'arco di circa 30 giorni, per azione dei linfociti e macrofagi.
Ne esiste anche una versione trattata con sali di cromo, che ne modifica e migliora alcune caratteristiche funzionali, e ritarda l'avvio del riassorbimento.